# فلاديسلاف ايفانوف
فلاديسلاف ايفانوف (بالرومانية: Vladislav Ivanov)‏ (7 مايو 1990 بتيراسبول في مولدوفا - ) هو لاعب كرة قدم مولدوفي في مركز الهجوم. شارك مع منتخب مولدوفا لكرة القدم. أما مع النوادي، فقد لعب مع نادي شريف تيراسبول ونادي فيريس كيشيناو وFC Krumkachy Minsk ‏ وFC Costuleni ‏ ونادي بيتروكوب هينسشتي لكرة القدم ودينامو اوتو تيراسبول وFC Sfîntul Gheorghe ‏ وFC Academia Chișinău ‏.

## روابط خارجية
- فلاديسلاف ايفانوف على موقع الاتحاد الأوربي (الإنجليزية)
- فلاديسلاف ايفانوف على موقع قاعدة بيانات كرة القدم.إي يو (الإنجليزية)
- فلاديسلاف ايفانوف على موقع ناشيونال فوتبول تيمز (الإنجليزية)
- فلاديسلاف ايفانوف على موقع Soccerway.com (الإنجليزية)